# Bertil Lindblad
Bertil Lindblad (26. november 1895 i Örebro - 25. juni 1965 i Saltsjöbaden) var en svensk astronom.
Lindblad studerede i Uppsala, hvor han i 1920 tog doktorgraden, docent i astronomi ved Uppsala Universitet samme år, assistent ved observatoriet 1922—23, udnævnt til Kungliga Vetenskapsakademiens astronom og direktør for observatoriet i Stockholm 1927. Lindblad har særlig arbejdet med spektralfotometriske metoder og påvist, at man for hvide stjerner kan benytte
intensitetssammenligninger i spektralområdet om λ 3907 til bestemmelse af absolut lysstyrke, medens man for rødere stjerner må søge til egnene omkring cyanbåndene. I Spectrophotometric Determinations of Stellar Luminosities (Nova Acta, Uppsala VI Nr. 5) giver Lindblad for 1066 stjerner i Greenwichzonen og for op imod 300 andre stjerner spektraltype, absolut størrelsesklasse og den lineære parallaktiske og transversale bevægelse i km/s. Senere har Lindblad beskæftiget sig med vort stjernesystems rotation, der ifølge hans teori roterer om en akse vinkelret på Mælkevejen og i 330° galaktisk længde.